# یوهان یولیان
یوهان یولیان (ارمنی: [] Error: {{Lang}}: فاقد متن (راهنما)؛ انگلیسی: Joanne Julian؛ زادهٔ تاریخ ورودی نامعتبر است) هنرمند ارمنی‌تبار اهل ایالات متحده آمریکا است.

## زندگی‌نامه
وی در در به دنیا آمد و از فارغ‌التحصیل گشت. وی همچنین برنده جوایزی همچون  شد.